# Климович, Матео
Матео Климович (нем. Mateo Klimowicz; род. 6 июля 2000, Кордова) — немецкий футболист аргентинского происхождения, полузащитник клуба «Атлетико Сан-Луис».
Матео родился в Аргентине, но имея немецкие и польские корни, мог выбирать за какую страну выступать, в итоге выбрал Германию. Отец Матео Диего — известный в прошлом аргентинский футболист.

## Клубная карьера
Климович — воспитанник клуба «Институто». 2 июля 2017 года в матче против «Хувентуд Унида» он дебютировал в аргентинской Примере B. 14 октября в поединке против «Альдосиви» Матео забил свой первый гол за «Институто». Летом 2019 года Климович перешёл в немецкий «Штутгарт», подписав контракт на 5 лет. Сумма трансфера составила 1,5 млн. евро. 4 августа в матче против «Хайденхайма» он дебютировал во Второй Бундеслиге. По итогам сезона Матео помог клубу выйти в элиту. 19 сентября в матче против «Фрайбурга» он дебютировал в Бундеслиге. 26 сентября в поединке против «Майнц 05» Мтео забил свой первый гол за «Штутгарт».

## Международная карьера
В 2021 году в составе молодёжной сборной Германии Климович стал победителем молодёжного чемпионата Европы в Венгрии и Словении. На турнире он сыграл в матчах против команд Дании, Венгрии, Нидерландов и Румынии.

## Достижения
Международные
 Германия (до 21)
- Победитель молодёжного чемпионата Европы — 2021